# Hajdúböszörmény (distrikt)
Hajdúböszörmény är ett distrikt i Ungern. Det ligger i provinsen Hajdú-Bihar, i den nordöstra delen av landet, 190 km öster om huvudstaden Budapest.